# 愛知県道230号鴛鴨安城線

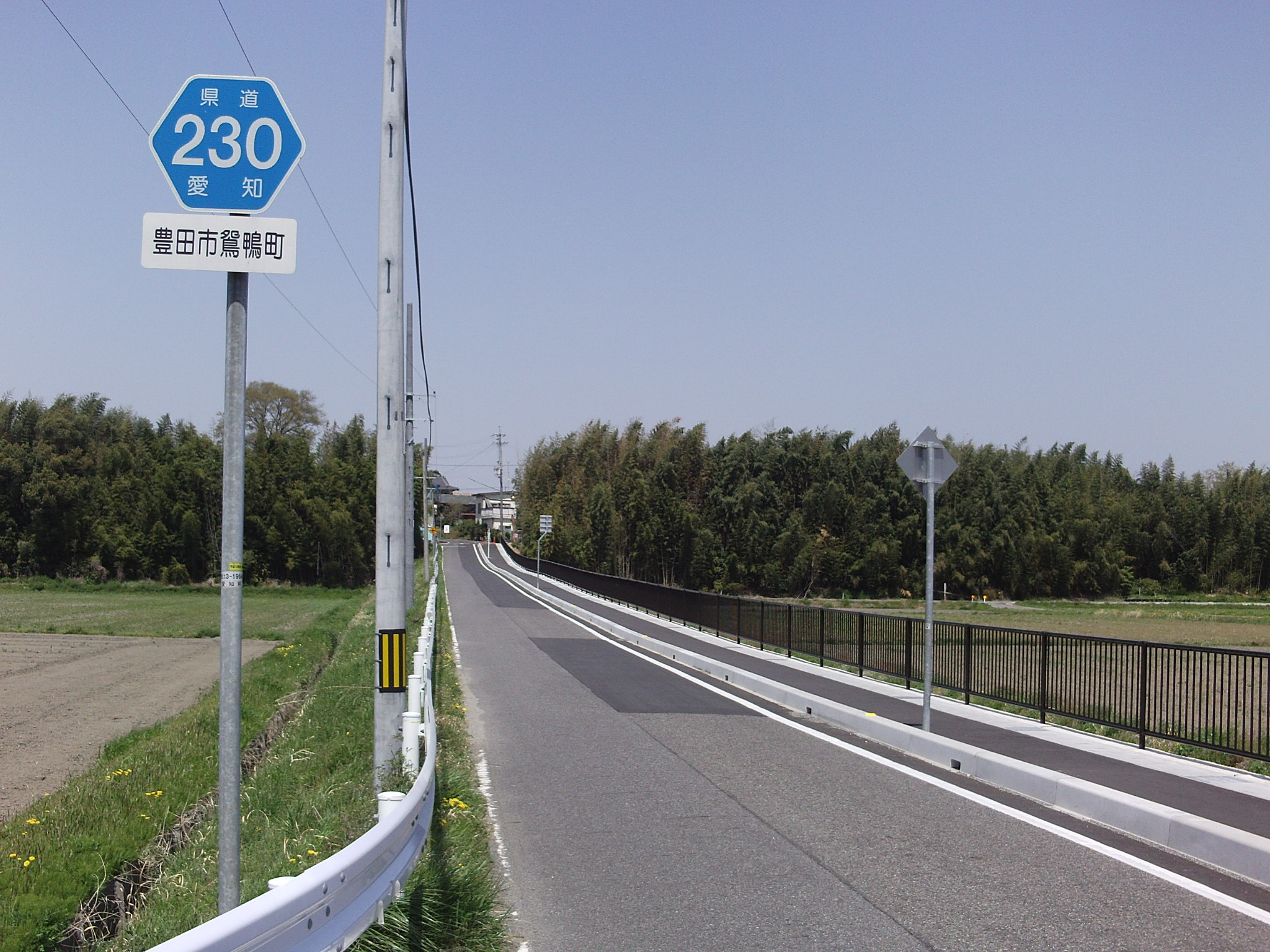
起点の鴛鴨町では県道と判別しにくい生活道路を通る。画像は歩道が整備された区間。四輪車の行き違いはやや困難で待避所がところどころ設けられている。

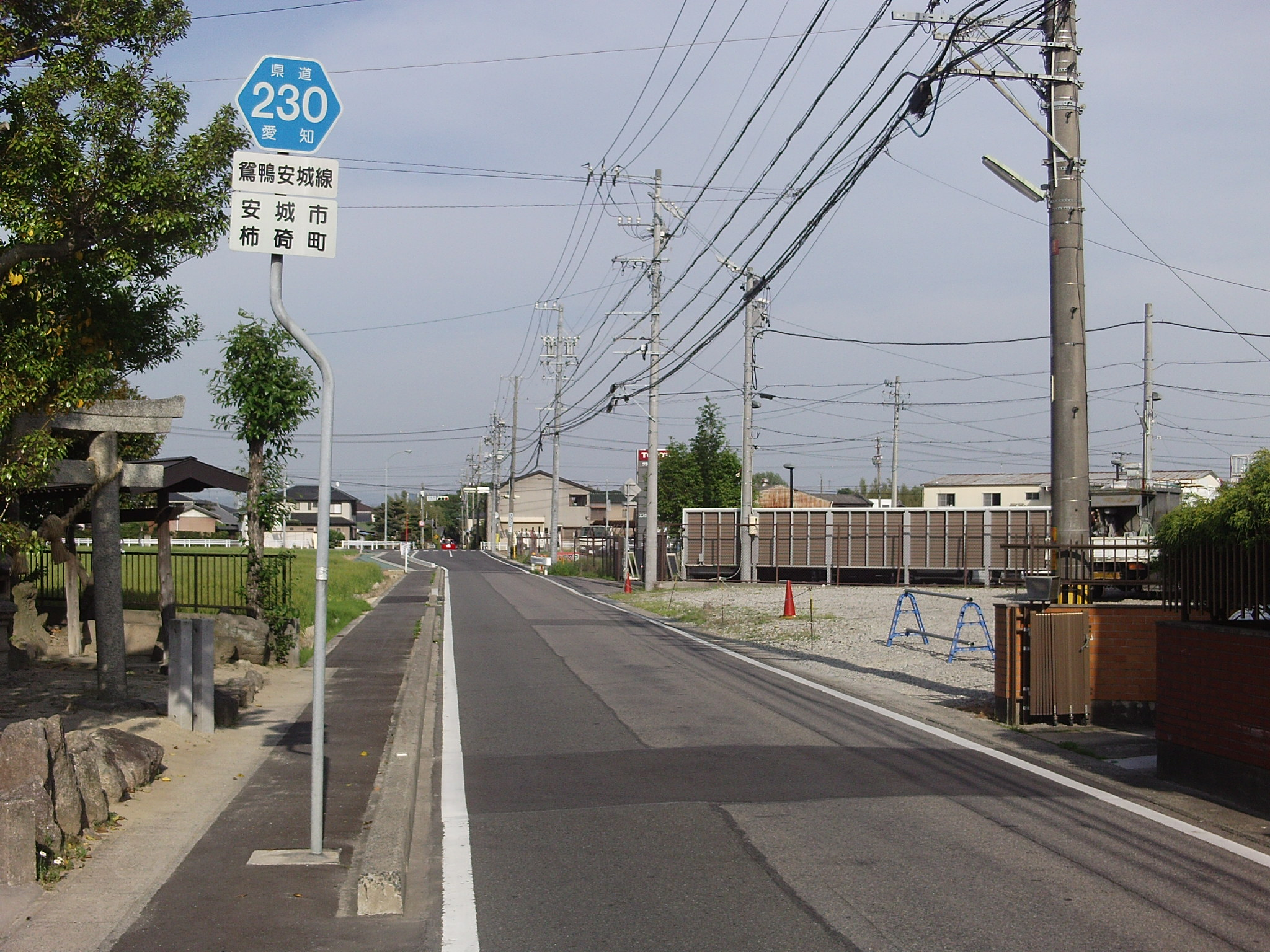
終点（安城市）。東海道と新街道の間、一姫神社の前。

愛知県道230号鴛鴨安城線（あいちけんどう230ごう おしかもあんじょうせん）は、愛知県豊田市鴛鴨町から同県安城市に至る一般県道である。

## 概要

### 路線データ
愛知県法規集に基づく起終点および経過地は次のとおり。
- 起点：愛知県豊田市鴛鴨町（鴛鴨町新林東交差点＝愛知県道232号鴛鴨三好線交点）
- 終点：愛知県安城市（尾崎町交差点＝国道1号交点）
- 重要な経過地：なし

## 歴史
- 1962年（昭和37年）4月1日
愛知県が県道鴛鴨安城線として認定[1]。

## 地理

### 通過する自治体
- 愛知県
  - 豊田市 - 岡崎市 - 安城市

### 交差する道路
- 愛知県道232号鴛鴨三好線（鴛鴨町新林東交差点）
- 愛知県道288号豊田安城自転車道線
- 愛知県道239号岡崎豊明線（畝部西町城ヶ堀交差点）
- 愛知県道56号名古屋岡崎線（平針街道）（小針町南交差点）
- 国道1号（尾崎町交差点）

### 沿線
- 東名高速道路・伊勢湾岸自動車道豊田JCT（真下を通過、接続は無し）
- 柳川瀬公園
- 愛知環状鉄道・愛知環状鉄道線 北野桝塚駅
- 三菱自動車岡崎工場
- 北野廃寺跡（国史跡）